# Jasmine Dubé
Jasmine Dubé, née à Amqui le 11 avril 1957, est une auteure, dramaturge et comédienne québécoise.

## Biographie
Née en 1957, Jasmine Dubé a étudié en lettres au Cégep de Matane, puis en interprétation à l'École nationale de théâtre,.
Elle travaille au sein de plusieurs compagnies théâtrales avant de devenir la cofondatrice, avec Marc Pache, du Théâtre Bouches Décousues en 1986. Elle en assure la direction artistique. Elle est l'auteure de nombreuses pièces de théâtre Jeune Public. Pour elle, le théâtre peut aider un enfant à grandir. Dès sa première pièce, en 1985, elle ose évoquer dans son théâtre les sévices sexuels subis par des enfants,  pour encourager l’expression des enfants sur ce thème.
Elle a écrit aussi des contes pour enfants, notamment L'Ourson qui voulait une Juliette (1997), Le Grand Nazaire (1999) et L'Enfant de la cheminée (2006), et des mini-romans tels que la série Nazaire. 
Elle a également collaboré à plusieurs séries télévisées pour la jeunesse de la télévision québécoise, tels que Passe-Partout, Télé-Pirate et Michou et Pilo.
De 1985 à 1991, elle a été responsable de la chronique de théâtre pour la revue Lurelu.

## Œuvres théâtrales
- 1992 : Bouches décousues
- 1992 : Petit Monstre
- 1995 : La Bonne Femme
- 1995 : L'Arche de Noémie
- 1995 : Pierrette Pan
- 1997 : Le Bain
- 2000 : La Mère Merle
- 2000 : Le Mot de passe
- 2001 : Le Pingouin
- 2004 : La Couturière
- 2007 : Les Mauvaises Herbes
- 2009 : Marguerite
- 2010 : Ginkgo et la Jardinière
- 2019 : Lascaux (coproduction le Théâtre Pupulus Mordicus)
- 2019 : La Mère Merle en forêt (coproduction Samsara Théâtre)
- 2020 : L'arche de Noémie (coproduction avec L'arrière Scène)

## Œuvres littéraires

### SérieNazaire
- Fais un vœu, Nazaire! (1994)
- Nazaire et les Mousquetaires (1995)
- Les Deux Nazaire (1996)
- Tu n'es plus seul, Nazaire! (1997)
- Le Grand Nazaire (1999)
- Nazaire (2011)

### SérieElvis
- Elvis présente sa famille (2000)
- Elvis fait des acrobaties (2000)
- Elvis se déguise (2001)
- Elvis aime danser (2001)

### SérieLa Petite Irène
- La Petite Irène de trèfle (2009)
- La Petite Irène au nez rouge (2009)
- La Petite Irène de cœur (2012)

### SérieLes Contes de Passe-Partout
- Le Petit Matin de Cannelle (1989)
- Pruneau en plongée sous-marine (1990)
- Cannelle et l'Horloge (1991)

### Autres contes
- Des livres et Zoé : Chou Bidou Woua (1988)
- La Tête de Line Hotte (1989)
- Au bain, capitaine ! (1989)
- L'horloge s'est arrêtée (1990)
- Au bout de mon crayon (1990)
- Le Petit Capuchon rouge (1992)
- L'Ourson qui voulait une Juliette (1997)
- Grattelle de bois mordant (1998)
- L'Enfant de la cheminée (2006)
- Ma Petite Boule d'amour (2013)
- Irène et Félicien (2013)

## Balado
- 2020 : Norbert le petit chevreuil

## Honneurs
- 1993 - Finaliste au Prix du Gouverneur général, Petit Monstre
- 1996 - Prix Arthur-Buies[1]
- 1997 - Finaliste au Prix du Gouverneur général, La Bonne Femme
- 1998 - Prix Alvine-Bélisle, L'Ourson qui voulait une Juliette[6]
- 1998 - La Renaissance française lui décerne la médaille du Rayonnement Culturel[1].
- 1998 - Artquimédia lui décerne l’Agathe de distinction pour son rayonnement artistique.
- 2000 - Finaliste au Prix du Gouverneur général, L'Arche de Noémie
- 2010 - La ville de Amqui inaugure la bibliothèque Jasmine-Dubé[7]
- 2013 - Récipiendaire du Prix Raymond-Plante pour son travail en littérature jeunesse[4].